# Bruno Apitz
Bruno Apitz (Leipzig, 28 de abril de 1900 — Berlim, 7 de abril de 1979) foi um escritor alemão.

## Biografia
Apitz nasceu em Leipzig como o décimo segundo filho de uma lavadora. Frequentou a escola até aos quatorze anos, quando começou a treinar como impressor. Durante a I Guerra Mundial , foi um apoiante apaixonado do líder do Partido Comunista alemão Karl Liebknecht. Aos 17 anos, fez um discurso na frente dos trabalhadores de uma fábrica que resultou na sua condenação a vinte e nove meses de prisão. Em 1919, juntou-se ao Partido Social-Democrata da Alemanha (SPD) e, em 1927, ao mais radical Partido Comunista da Alemanha (KPD). Tomou parte ativa na Revolução de novembro de 1918 e à oposição à Kapp Putsch de 1920. Durante este último ano publicou os seus primeiros poemas e contos em jornais comunistas. Escreveu a sua primeira peça em 1924 e mais tarde foi repetidamente preso pelo regime Nazi em vários campos de concentração por espalhar propaganda socialista e anti-guerra e por ser um membro ativo do Partido Comunista. A partir de 1937 a 1945, foi um prisioneiro do campo de concentração Buchenwald , perto de Weimar. Foi esta estadia que se tornou a base para seu mais famoso romance, Nackt unter Wölfen (Nu entre Lobos).
Depois de 1945, trabalhou para a companhia estatal de filmes da Alemanha Oriental Deutsche Film-Aktiengesellschaft e como autor de peças de rádio. Foi um dos membros fundadores do Partido da Unidade Socialista da Alemanha (SED), que se tornou o partido dominante na República Democrática alemã (Alemanha Oriental). No início da década de 1950, Apitz trabalhou como guia do antigo campo Buchenwald e "envolveu-se ativamente no plano da primeira expedição a aparecer lá em 1952." Foi membro da Academia de Artes e letras e do PEN-clube do GDR.
O romance best-seller de Apitz Nackt unter Wölfen foi publicado pela primeira vez em 1958 e traduzido para mais de trinta idiomas, trazendo-lhe reconhecimento mundial. A tradução para o inglês, a única dos romances de Apitz, foi realizada por Edith Anderson e publicada por Seven Seas Bookes em 1967. 
A cidade natal de Bruno Apitz, Leipzig, nomeou-o Cidadão de Honra em 1976. Morreu em 17 de abril de 1979, em Berlim.

## Obras
- Der Mensch im Nacken, 1924
- Nu entre Lobos - no original Nackt unter Wölfen, 1958;
- Esther, 1959
- Der Regenbogen, 1976
- Schwelbrand. Autobiografischer Roman, Berlin 1984